# Verkehrsanalytisches Gutachten
Ein verkehrsanalytisches Gutachten oder Unfallrekonstruktionsgutachten (auch unfallanalytisches Gutachten) dient der Aufklärung eines Unfallhergangs mittels einer Unfallbegutachtung.
Bei Verkehrsunfällen mit Personen- oder hohen Sachschäden können Sachverständige von der Polizei im Auftrag der Staatsanwaltschaft direkt zur Unfallstelle hinzugerufen werden, um ein verkehrsanalytisches Gutachten zu erstellen. Die Dokumentation erstreckt sich etwa auf Bremsspuren, Deformationen der Unfallfahrzeuge, Straßenverhältnisse oder den Zustand der Fahrzeuge vor dem Unfallgeschehen.
Auch im Rahmen eines streitigen Zivilprozesses, bezogen auf Schadenersatz, kann auf Antrag einer Partei oder von Amts wegen ein solches Gutachten eingeholt werden (§§ 402 ff. ZPO). Nach § 411a ZPO kann die schriftliche Begutachtung in Verkehrsunfallprozessen durch die Verwertung eines gerichtlich oder staatsanwaltschaftlich eingeholten Sachverständigengutachtens aus einem Verkehrsstrafverfahren ersetzt werden.
Anhand der Summe der Informationen ist es dem Sachverständigen oft möglich, den Hergang einer Verkehrsstraftat oder im Verkehrszivilrecht strittige Tatsachen mit naturwissenschaftlichen oder technischen Mitteln einem Beweis zugänglich zu machen. Dabei bedient sich ein Unfallanalytiker auch spezieller Software, die anhand verschiedener Parameter die Bremswege der Unfallfahrzeuge, die Stellung der Fahrzeuge vor und nach der Kollision sowie Geschwindigkeiten unmittelbar vor dem Unfallgeschehen errechnen können. Das Gutachten besteht aus der Zusammenfassung der am Unfallort aufgenommenen Daten und Fakten, Berechnungsergebnissen, den Schlussfolgerungen, einer Bilddokumentation (Lichtbildmappe) sowie einer Unfallskizze, die den Unfallverlauf darstellt.
Der Sachverständige, in der Regel ein speziell für die Unfallanalyse ausgebildeter Ingenieur, erstellt ein Gutachten zu den spezifischen Fragen des Gerichts oder Auftraggebers; die Fragestellungen und somit die Fachgebiete hierbei sind vielfältig, beispielhaft seien genannt:
- Unfallhergang
- Wahrnehmung (beispielsweise "War eine taktil-kinästhetische Bemerkbarkeit für einen so genannten „Normalfahrer“ mit einer für ein Strafverfahren erforderlichen Sicherheit gegeben?")
- Biophysik (meist Biomechanik)
- Schadenkorrespondenz
- Fahrtüchtigkeit
- Vermeidbarkeit
- Versicherungsbetrug